# 普法爾茨戰役
普法爾茨戰役（1620年8月30日-1623年8月27日），也被稱為西班牙普法爾茨的征服或三十年戰爭的普法爾茨階段，是神聖羅馬帝國軍隊在下普法爾茨針對新教聯盟進行的一場戰役。在8月的最後一天，在沿著萊茵河進行了不祥的一周後，安布羅吉奧·斯皮諾拉將一支由24,000人組成的帝國軍隊投入了下普法爾茨。到10月1日，他們佔領了巴特克羅伊茨納赫、奧本海姆和巴哈拉赫，並佔領了貝格施特拉瑟。
1621年8月，美因茨淪陷於西班牙人之手，而斯皮諾拉則圍攻於利希；後者於1622年2月投降，這導致了荷蘭共和國和上普法爾茨之間的補給線被切斷。
三月，蒂利率領天主教同盟軍從巴伐利亞入侵；他被巴登-杜拉赫的格奧爾格·腓特烈和曼斯費爾德伯爵麾下的新教軍隊截獲，由此爆發了4月27日的明戈爾斯海姆戰役沒。曼斯菲爾德隨後轉移到拉登堡，而格奧爾格·腓特烈則追擊巴伐利亞人。由於不知道蒂利與科爾多瓦建立了聯繫，他於5月8日在溫普芬被擊敗。
到11月初，西班牙帝國軍隊佔領了下普法爾茨的兩個主要城市海德堡和曼海姆。腓特烈逃往尼德蘭聯省共和國。西班牙人佔領了普法爾茨的西部，鞏固了他們對被稱為西班牙之路的戰略走廊的控制；巴伐利亞的馬克西米利安負責其餘的工作。
普法爾茨的新教軍隊有來自許多國家的志願者，其中包括由霍勒斯維爾爵士領導的幾個英國軍團。他們集中在弗蘭肯塔爾，因其他地方的失敗而孤立無援，1623年3月，詹姆斯指示他們投降，以此結束了戰役。普法爾茨戰役最終以天主教聯軍的大獲全勝而告終。